# Zeitfrauen
Zeitfrauen ist ein Essay von Clemens J. Setz, der 2012 in der Reihe „Schöner Lesen“ des Verlags SuKuLTuR als Band Nr. 112 erschienen ist.

## Inhalt
Bei der ersten der titelgebenden „Zeitfrauen“ handelt es sich um Renate Fuczik, deren Stimme lange Zeit die amtliche Zeitansage in Österreich durchgab, die unter der Telefonnummer 1503 erreichbar war. Setz beschreibt die Verlustempfindung, als der Service nach einer Nummernumstellung mit einer neuen Sprecherin aufwartete.
Die zweite der „Zeitfrauen“ ist Ruth Belville, die so genannte „Greenwich Time Lady“. Sie hat für viele Jahrzehnte und bis 1939 einen Chronometer mit der amtlich gemessenen GMT-Zeit im Royal Observatory in Greenwich abgeglichen und daraufhin Abonnenten in London aufgesucht, damit sie ihre Uhren nach der aktuellen Information ihres Chronometers korrigieren konnten.
Ein kürzerer Abschnitt des Essays handelt zudem von Zahlensendern, das sind auf Kurzwelle betriebene Radiostationen, die Zahlenreihen übertragen.
Auf der TEDxGraz-Konferenz hielt Clemens J. Setz auch einen Vortrag zum Thema, der den Titel trug „Zeitfrauen und Alienautopsien“.

## Ausgabe
- Zeitfrauen (= Schöner lesen. Nr. 112). Illustrationen von Katrin Salentin. SuKuLTuR Verlag, Berlin 2012 (2. Auflage 2016), ISBN 978-3-941592-34-6, urn:nbn:de:101:1-201805177644.